# Песьковичи
Песьковичи (бел. Песькавічы) — деревня в Кричевском районе Могилёвской области Белоруссии. Входит в состав Бельского сельсовета.

## География
Деревня находится в северо-восточной части Могилёвской области, в пределах Оршанско-Могилёвской равнины, на левом берегу реки Белянки, к западу от железнодорожной линии Орша — Унеча, на расстоянии примерно 5 километров (по прямой) к северо-северо-западу (NNW) от Кричева, административного центра района. Абсолютная высота — 160 метров над уровнем моря.
Климат деревни характеризуется как влажный континентальный (Dfb в классификации климатов Кёппена).

## История
В конце XVIII века деревня входила в состав Мстиславского воеводства Великого княжества Литовского.
Согласно «Списку населённых мест Могилёвской губернии» 1910 года издания населённый пункт входил в состав Малятичской волости Чериковского уезда Могилёвской губернии. В Песьковичах имелось 2 двора и проживало 19 человек (8 мужчин и 11 женщин).
27 сентября 2024 года Лобковичский сельсовет Кричевского района Могилёвской области переименован в сельсовет «Бельскі» (на русском языке – «Бельский»).

## Население

### Численность
- 2009 год — 18 жителей

### Динамика
- 2009 год — 18 жителей